# Aeroportul Enewetak
Aeroportul Enewetak (IATA: ENT, ICAO: PKMA) este un aeroport din Enewetak Atoll⁠(d), Insulele Marshall ce deservește zona Enewetak Atoll⁠(d).
Situat la o altitudine de 4 m, aeroportul dispune de o singură pistă.